# Колаґірі
Колаґірі також Дедопліс (груз. ქოლაგირის, ციხესიმაგრე) — фортеця, пам'ятка архітектури кінця XVIII століття, у селі Цуртаві Болніського муніципалітету мгаре Квемо Картлі Грузії.

## Розташування
Фортеця Колаґір розташована у південно-східній частині Грузії, у селі Цуртаві Болніського муніципалітету, неподалік від річки Алґеті, по дорозі з Тбілісі до Болнісі.  

## Історія

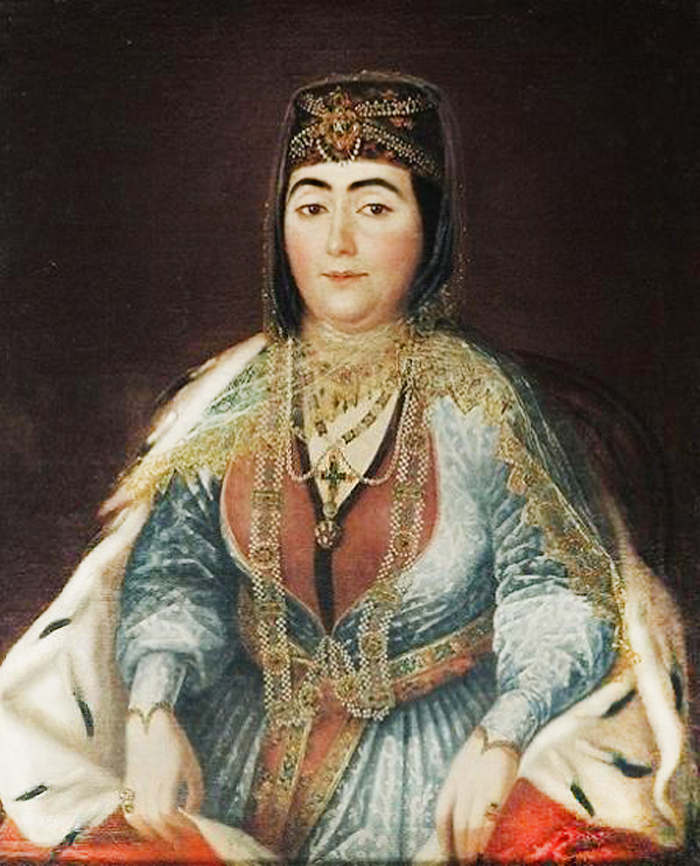
Цариця Дареджан

Побудована дружиною царя Картлі та Кахетії Іраклія II Дареджан з роду Дадіані у 1788-1798 роках. Фортеця є останньою зі оборонних споруд такого типу в феодальної Грузії. 
Слугувала як форпост для Тбілісі та була місцем укриття для довколишнього населення під час набігів. 
На початку XIX століття фортеця втратила своє оборонне значення та використовувалась деякий час як в'язниця. Нині у фортеці діє монастир.

## Архітектура
Загальна площа фортеці становить 2000 м². Побудована з необробленого каменю. Цегла використана для декоративної обробки брам. Фортеця квадратна у плані, з кутовими великими циліндричними вежами. Брами знаходяться у центральній частині східної та західної стіни. Східна в'їзна брама є головною. Надбрамні вежі, на відміну від інших, є чотирикутними. Крім цих веж, кожна стіна фортеці має невеликі напівкруглі вежі. З півдня та півночі таких веж є по п'ять, зі сходу та заходу — по чотири.
Стіни фортеці двоярусні, висотою до 6 метрів. Нижній ярус стіни товстий та глухий, верхній тонший з оборонними амбразурами. Вежі мать чотири поверхи, з яких перші поверхи глухі, а верхні — з оборонними отворами. На перших трьох поверхах розташовувалися склади озброєння, їжі та амуніції, на четвертому — житлові приміщення. 
У середині фортеці знаходиться єдина споруда — церква Святої Кетеван. 